# Semion Solomonovici Gerștein
Semion Solomonovici Gerștein (în rusă Семён Соломонович Герштейн; n. 13 iulie 1929, Harbin, Republica Chineză – d. 20 februarie 2023, Moscova, Rusia) a fost un fizician teoretician rus.
Gerștein a absolvit Universitatea de Stat din Moscova în 1951; după trei ani ca profesor în Regiunea Kaluga, s-a întors la Moscova, unde a făcut parte din grupul de cercetare al lui Lev Landau. A obținut titlul de doctor în 1958 și titlul de doctor docent în 1963. A fost, succesiv, cercetător la Institutul Unificat de Cercetări Nucleare (Dubna) și la Institutul de Fizica Energiilor Înalte (acceleratorul de particule de la Serpuhov), apoi profesor la Institutul de Fizică și Tehnologie din Moscova.
Semion Gerștein, împreună cu Iakov Zeldovici, a dat o formulare a teoriei V–A a interacției slabe, independentă de lucrările lui Richard Feynman, Murray Gell-Mann, Robert Marshak și George Sudarshan; tot ei au stabilit o limită superioară pentru masa neutrinului, pe baza unor considerații cosmologice.